# Три кольори кохання (2021)
«Три кольори кохання» — український телесеріал режисера Сергія Борчукова. Випущений на телеканалі «Україна» у 2021 році.

## Сюжет
Головна героїня фільму виходить заміж за людину, яку не кохає. Коли вона визнає помилку, то йде від чоловіка, руйнуючи його бізнес та життя. Вона має виправити те, що наробила, щоб знайти нове кохання.

## У ролях
- Анна Кошмал,
- Олександр Нікітін,
- Володимир Гориславець,
- Ірина Гришак,
- Олександр Ганноченко,
- Артур Логай,
- Світлана Зельбет.

## Знімання
Стрічка виробництва «Української Продакшн Студії». Зйомки проходили в Києві та Київській області у 2021 році. Після прокату на ТРК Україна серіал був викладений на Ютубі, де отримав декілька мільйонів переглядів.
Чотирисерійний мінісеріал було показано на каналі «Україна» 15 травня 2021 року. За даними аналітичного відділу Media Business Reports, «Три кольори кохання» потрапили до п'ятірки серіалів з найбільшою аудиторією, поступившись четвертим сезонам «Пса» та «Сватів», серіалу «Все не випадково» та телефільму «Авантюра».